# Bulcão Viana
João Vicente Bulcão Viana (São Francisco do Conde, 15 de julho de 1878 — Rio de Janeiro, 3 de junho de 1947) foi um político brasileiro.
Foi interventor federal na Bahia.